# Mustelus higmani
Mustelus higmani — акула з роду Гладенька акула родини Куницеві акули. Інша назва «малоока куницева акула».

## Опис
Загальна довжина досягає 70 см. Голова відносно довга. Морда загострена. Очі помірно великі, овальні, з мигальною перетинкою. За ними розташовані невеличкі бризкальця. Ніздрі з носовими клапанами. Рот сильно зігнутий, серпоподібний. Зуби дрібні, з притупленими верхівками. Розташовані у декілька рядків. У неї 5 пар зябрових щілин. Грудні плавці помірно широкі, серпоподібні. Тулуб стрункий, трохи розширений біля першого спинного плавця. Має 2 спинних плавця, з яких передній трохи більше за задній. Передній спинний плавець розташовано позаду грудних плавців, задній — починається попереду анального плавця і закінчується навпроти його кінця. Черевні плавці низькі. Анальний плавець маленький. Хвостовий плавець маленький, вузький, гетероцеркальний.
Забарвлення спини та боків сіро-коричневе. Черево має світліший відтінок.

## Спосіб життя
Тримається на глибинах до 900 м. Водночас зустрічається на прибережній мілині. Воліє до піщаних, мулистих, мулисто-піщаних ґрунтів. Утворює невеличкі групи однієї статі. Живиться переважно ракоподібними, а також кальмарами, дрібною костистою рибою.
Статева зрілість настає при розмірах 42-48 см. Це живородна акула. Самиця народжує до 7 акуленят, зазвичай 4, зазвичай близько 20 см. Має високу репродуктивність.
М'ясо їстівне, проте не має високих смакових якостей. Тому не є об'єктом промислового вилову. Переважно ловить бразильськими рибалками.

## Розповсюдження
Мешкає в Атлантичному океані: від узбережжя Флоридського півострова (США) до південної Бразилії.